# Era de Aquário
A Era de Aquário (Aquarius) é uma era astrológica que deve iniciar-se por volta do século XXI e que sucederá a atual Era de Peixes. Essa era ocorrerá quando o Sol, no dia do equinócio de outono (hemisfério Sul) ou da primavera (hemisfério Norte), nascer à frente da Constelação de Aquário, sendo que atualmente o Sol nasce na Constelação de Peixes. Aproximadamente a cada 2150 anos o Sol, no dia do equinócio de outono (hemisfério Sul) ou da primavera (hemisfério Norte), nasce a frente de uma constelação astrológica diferente (não confundir com a real posição das constelações, defasada pela precessão da Terra).

## Visão geral

### Visão da tradição cristã esotérica
Segundo o cristianismo esotérico, a cada maior proximidade e posterior entrada na Era de Aquário - a suceder após a actual Era de Peixes - proporcionará à maioria dos seres humanos a descoberta, a verdadeira vivência e o real conhecimento dos ensinamentos cristãos mais profundos e interiores que Cristo menciona em Mateus 13:11 e Lucas 8:10. Esta era é vista como uma preparação intermédia para a Nova Jerusalém: os "novos céus e uma nova terra" que virá num tempo futuro não identificado. Na Era de Aquário que se aproxima é esperada a vinda de um grande Instrutor espiritual que será considerado o arauto desta era, num esforço "para dar à religião cristã um impulso numa nova direcção".